# Alaska Day
Der Alaska Day ist ein gesetzlicher Feiertag in Alaska. Er wird am 18. Oktober, dem Jahrestag der formellen Übergabe der russischen Besitzungen in Alaska an die Vereinigten Staaten, begangen.
Die offizielle Feier zum Alaska Day wird alljährlich in Sitka abgehalten, wo die Übergabe 1867 im Rahmen einer Flaggenzeremonie und einer Truppenparade durchgeführt worden war. Der Vertragsabschluss zum Kauf Alaskas von Russland hatte bereits im März 1867 stattgefunden und wird am Seward’s Day gefeiert, die Vertreter der USA und Russlands fanden sich jedoch erst am 18. Oktober zur offiziellen Übergabe in Fort Sitka ein.